# Lipowe Pole Plebańskie
Lipowe Pole Plebańskie is een plaats in het Poolse district  Skarżyski, woiwodschap Święty Krzyż. De plaats maakt deel uit van de gemeente Skarżysko Kościelne en telt 720 inwoners.